# Eva Sajovic
Eva Sajovic, slovenska fotografinja, * 1976, Slovenija.
Diplomirala je na Pravni fakulteti v Ljubljani in magistrirala na Univerzi v Utrechtu. Študirala je tudi oblikovanje in fotografijo na San Martins School of Art in magistrirala na University of Art London. Kot predavateljica dela na Central Saint Martins in Chelsea college. Teme njenih fotografij so družbena angažiranost, participativne prakse in marginalizirane skupnostmi.